# Ancylopsetta
Ancylopsetta is een geslacht van straalvinnige vissen uit de familie van schijnbotten (Paralichthyidae). Het geslacht is voor het eerst wetenschappelijk beschreven in 1864 door Gill.

## Soorten
- Ancylopsetta antillarum Gutherz, 1966
- Ancylopsetta cycloidea Tyler, 1959
- Ancylopsetta dendritica Gilbert, 1890
- Ancylopsetta dilecta (Goode & Bean, 1883)
- Ancylopsetta kumperae Tyler, 1959
- Ancylopsetta microctenus Gutherz, 1966
- Ancylopsetta ommata (Jordan & Gilbert, 1883)